# Угрюмова, Виктория Илларионовна
Викто́рия Илларио́новна Угрю́мова (р. 4 января 1967; Киев, УССР) — украинская писательница, сценарист, колумнист, публицист, таролог.

## Биография
Родилась 4 января 1967 г. в Киеве, в семье архитекторов.
В 1974—1984 училась в Кловском лицее. Получила высшее гуманитарное образование в Киевском государственном университете имени Т. Г. Шевченко в 1985—1990.
С 1984 по 1991 год занимала должность заместителя начальника отдела кадров Киевском государственном институте культуры (КГИК), а с 1991 по 1995 год руководила экологической группой.
С 2003 по 2007 год сотрудничает с FILM.UA: пишет сценарии художественного двухсерийного фильма «Джокер», «Мост через реку снов», и сериалов «Дьявол из Орли» и «Ангел из Орли».
С 2007 по 2010 — шеф-редактор медицинского издательского дома «Профессор Преображенский».
Замужем за Олегом Угрюмовым (р. 5 марта 1968, Туркестан), с которым пишет в соавторстве с 2000 года. Оба супруга увлекаются военной историей, историей Киева, живописью.

### Литературная деятельность
Дебютный роман «Имя богини» — первая книга тетралогии «Кахатанна» (авторское название «Дорогая Каэтана») был опубликован в издательстве «Азбука» (СПб) в 1998 году. Роман занял II место на фестивале «Звёздный мост» в номинации «Дебютные книги».
В том же году литературная страница газеты «Киевские ведомости» (под редакцией известного украинского поэта В. Жовнорука) печатает первый рассказ Угрюмовой «Африка». В следующем году в этой же газете еженедельно публикуются её рассказы и эссе, многие из которых становятся культовыми в среде любителей и знатоков истории Киева. Рассказ «Путеводитель для гнома», ставший началом своеобразной тетралогии («Путеводитель…», «Баллада о зонтике в клеточку», «Дом там, где ты», «Така собі епітафія») получают широкое читательское признание. А рассказ «Записки пингвина» пользуется такой популярностью, что рекомендован для детского чтения специалистами журнала «Педагогика и психология».
А. Курин из журнала «Мир фантастики» присвоил оценку 9/10 роману «Некромерон», выделяя высокое качество описанных персонажей, характерный авторский стиль и динамичный сюжет.